# Río Cochamó
El río Cochamó es un curso natural de agua que fluye en la Región de Los Lagos y desemboca en el Estuario de Reloncaví.

## Trayecto
Nace en la confluencia del río Botapiedras, proveniente del SE, y el río Arco, que viene del norte. A 1,5 km de su origen, el río recibe al río Valverde por su ribera derecha, mas abajo al río La Junta, emisario de una pequeña laguna. Por su banda derecha y casi en su desembocadura, el Cochamó recibe al río del Este (diferente del río del Este llamado también río Ralún que desemboca en el mismo estuario de Reloncaví pero en su extremo norte).

## Caudal y régimen
El caudal medio del río Cochamó es dado por Niemeyer con 20 m³/s.: 491  Su régimen es pluvial, aunque tiene aportes de nieves y hielos.: 26  La misma fuente da un caudal promedio de solo 15 m³/s.: 26 

## Historia
Francisco Astaburuaga escribió en 1899 en su obra póstuma Diccionario geográfico de la República de Chile sobre el río:
Cochamó (Río de).-—Mediana corriente de agua, que procede del cerro Tronador y corre hacia el SO. por entre sierras selvosas para ir á desaguar en el recodo sudeste de la bahía de su nombre, después de un corto curso. En su parte superior es rápido y lento, por algún trecho, hacia su término, en donde puede ser navegado por lanchas pequeñas.

## Población, economía y ecología
La zona es de una belleza muy preciada por los visitantes y se ha convertido en un punto de atracción turística.